# Jail Break
«Jail Break» es el episodio cincuenta y dos y final de la primera temporada de la serie de televisión animada estadounidense Steven Universe, que se estrenó el 12 de marzo de 2015 en Cartoon Network. El episodio fue escrito y narrado por Joe Johnston, Jeff Liu y la creadora de la serie Rebecca Sugar. El episodio actúa como una continuación del arco que comenzó en el episodio anterior, "The Return", y los dos se emitieron uno junto al otro como un especial de dos partes. Ambos episodios fueron vistos por 1.697 millones de espectadores.
El episodio cubre el intento de Steven de salvar a las gemas del cautiverio de Peridoto y Jasper, dos gemas de Homeworld que lideran una misión de exploración en la Tierra. El episodio revela que Granate es una fusión y presenta a los personajes Ruby y Zafiro, gemas componentes de Granate. La relación romántica entre Rubí y Zafiro ha sido interpretada como una de las formas en que Steven Universe ofrece representación LGBT.